# Robert Hogan
Robert Hogan (* 4. září 1937, Los Angeles, Kalifornie, USA) je americký psycholog, známý svými inovacemi v oblasti psychologického testování. Představuje mezinárodní autoritu v osobnostním hodnocení, vedení lidí a organizační efektivitě.

## Život
Hogan získal titul Ph.D. na University of California, Berkeley. Poté působil na Johns Hopkins University jako profesor psychologie a mezilidských vztahů. Další činnosti se věnoval na univerzitě v Tulse, kde byl na 17 let vedoucím katedry psychologie. Obdržel mnoho ocenění za své výzkumy a vzdělávání. Roku 1987 založil společně se svou ženou Joyce Hoganovou společnost Hogan Assessment Systems se sídlem v Tulse v Oklahomě. Robert Hogan je prezidentem společnosti a oba manželé učí na univerzitě v Tulse.

## Výzkum
Robert Hogan se zabývá psychologií ve firemním prostředí a psychikou manažerů. Provedl výzkum jejich „stinných stránek“, které potenciálně mohou ohrožovat jejich kariéru i chod společnosti. Svou práci zakládal na předchozích znalostech z Centra pro tvůrčí management a na poznatcích o struktuře osobnosti.
Je toho přesvědčení, že osobnost se dá lépe zkoumat z pohledu pozorovatele (tedy jeho reputaci) než aktéra (jeho osobní identitu). Jednotlivé osobnostní faktory by proto podle něj měly být hodnoceny z hlediska toho, jak dobře reputace (definovaná testy osobnosti) předpovídá chování v zaměstnání a ve vztazích.
Nejznámějším výstupem Hoganových výzkumů jsou dnes již celosvětově užívané testovací modely HPI (Hoganův osobnostní dotazník), MVPI (Inventář motivů, hodnot a preferencí) a HDS (Hoganův rozvojový test).
Robert Hogan je autorem více než 300 článků, odborných příspěvků a knih. V roce 2006 např. vydal knihu „Personality and the Fate of Organizations“.
V roce 1994 byl Hogan jedním z 52 signatářů editorialu „Mainstream Science on Intelligence“ od Lindy Gottfredson, publikovaného ve Wall Street Journal. Text deklaroval stanovisko podepsaných odborníků ke kontroverzním otázkám ohledně výzkumu inteligence, které vyvstaly po vydání knihy „The Bell Curve“.